# Черёмушки (Старицкий район)
Черёмушки — деревня в Старицком районе Тверской области. Входит в состав Степуринского сельского поселения.

## История
Ранее известно как Навозово и входило в Старицкий уезд.
Владелец - Сверчков Александр Фёдорович.
- Уведомление о продаже имения, направленное Тверским губернским правлением губернскому предводителю дворянства. 29 окт. 1857 г.- ГАТО. Ф. 59. Оп. 1. Д. 3698. Л. 31.
- О продаже имения // Твер. губ. ведомости. - 1857. - № 46. - С. 626-627; № 47. - С. 642; № 48. - С. 663-664; 1858. - № 22. - С. 278; № 23. - С. 287; № 24. - С. 304; № 28. - С. 371; № 29. - С. 385
В 1964 г. Указом Президиума ВС РСФСР деревня Навозово переименована в Черёмушки.

## Население
| 2008 | 2010 |
| ---- | ---- |
| 0    | →0   |